# Lista de governadores de Goiás
Esta é uma lista de governantes de Goiás. Até 1721, o território que hoje é Goiás fazia parte da Capitania de São Paulo. Até 1749, o território chamou-se "Minas de Goiás" e de 1749 até a independência do Brasil, Capitania de Goiás.
Após a formação do Império do Brasil, tornou-se "Província de Goiás", nome que perdurou até a Proclamação da República, quando se tornou o Estado de Goiás.
O governador do estado de Goiás, oficia no Palácio Pedro Ludovico Teixeira e reside oficialmente no Palácio das Esmeraldas.
Goiás é um estado da federação, sendo governado por três poderes, o executivo, representado pelo governador, o legislativo, representado pela Assembleia Legislativa do Estado de Goiás, e o judiciário, representado pelo Tribunal de Justiça do Estado de Goiás e outros tribunais e juízes. Também é permitida a participação popular nas decisões do governo através de referendos e plebiscitos.
Goiânia é o município com o maior número de eleitores, com 958,4 mil destes. Em seguida aparecem Aparecida de Goiânia, com 277,6 mil eleitores, Anápolis, com 260,2 mil eleitores, Luziânia (117,7 mil eleitores), Rio Verde (114,8 mil eleitores) e Águas Lindas de Goiás, Trindade e Itumbiara, com 85,9 mil, 77,2 mil e 65,1 mil eleitores, respectivamente. O município com menor número de eleitores é Anhanguera, com 1,1 mil.
Tratando-se sobre partidos políticos, todos os 35 partidos políticos brasileiros possuem representação no estado. Conforme informações divulgadas pelo Tribunal Superior Eleitoral (TSE), com base em dados de abril de 2016, o partido político com maior número de filiados em Goiás é o Partido do Movimento Democrático Brasileiro (PMDB), com 140 310 membros, seguido do Partido da Social Democracia Brasileira (PSDB), com 79 305 membros e do Partido Progressista (PP), com 56 604 filiados. Completando a lista dos cinco maiores partidos políticos no estado, por número de membros, estão o Partido dos Trabalhadores (PT), com 47 173 membros; e o Democratas (DEM), com 45 643 membros. Ainda de acordo com o Tribunal Superior Eleitoral, o Partido Novo (NOVO) e o Partido da Causa Operária (PCO) são os partidos políticos com menor representatividade na unidade federativa, com 27 e 59 membros, respectivamente.

## Governantes do período colonial (1721 — 1822)
Minas dos Goyazes foi a primeira divisão administrativa, ainda dependente da Capitania de São Paulo, tendo sido seu primeiro governante, à época, Bartolomeu Bueno da Silva Filho entre 1727 e 1749 o qual fora investido na função de superintendente. Estes nomes, abaixo, eram os governadores da Capitania de São Paulo.
Minas de Goiás (dependente da Capitania de São Paulo e Minas de Ouro)
| Nº | Nome                               | Imagem | Início do mandato       | Fim do mandato                                    |
| 1  | Rodrigo César de Meneses           |        | 5 de setembro de 1721   | 15 de agosto de 1727 (5 anos, 11 meses e 10 dias) |
| 2  | Antônio da Silva Caldeira Pimentel |        | 15 de agosto de 1727    | 15 de agosto de 1732 (5 anos)                     |
| 3  | Antônio Luís de Távora             |        | 15 de agosto de 1732    | 28 de agosto de 1737 (5 anos e 13 dias)           |
| 4  | Gomes Freire de Andrade            |        | 1º de dezembro de 1737  | 12 de fevereiro de 1739                           |
| 5  | Luís de Assis Mascarenhas          |        | 12 de fevereiro de 1739 | 24 de agosto de 1748                              |
| 6  | Gomes Freire de Andrade            |        | 24 de agosto de 1748    | 8 de novembro de 1749                             |

### Capitania de Goiás
| Nº | Nome | Imagem | Início do mandato       | Fim do mandato          |
| 1  | Marcos José de Noronha e Brito |        | 8 de novembro de 1749   | 31 de agosto de 1755    |
| 2  | Álvaro Xavier Botelho de Távora |        | 31 de agosto de 1755    | 7 de julho de 1759      |
| 3  | João Manuel de Melo |        | 7 de julho de 1759      | 13 de abril de 1770     |
| 4  | Antônio José Cabral d'Almeida |        | 13 de abril de 1770     | 15 de agosto de 1770    |
| 5  | Antônio Carlos Xavier Furtado de Mendonça |        | 15 de agosto de 1770    | 26 de julho de 1772     |
| 6  | José de Almeida Vasconcelos Soveral e Carvalho |        | 26 de julho de 1772     | 17 de maio de 1778      |
| 7  | Pedro da Costa |        | 17 de maio de 1778      | 16 de outubro de 1778   |
| 8  | Luís da Cunha Meneses |        | 16 de outubro de 1778   | 27 de junho de 1783     |
| 9  | Tristão da Cunha Meneses |        | 27 de junho de 1783     | 25 de fevereiro de 1800 |
| 10 | João Manuel de Meneses |        | 25 de fevereiro de 1800 | 27 de fevereiro de 1804 |
| 11 | Francisco de Assis Mascarenhas |        | 27 de fevereiro de 1804 | 28 de novembro de 1809  |
| 12 | Fernando Delgado Freire de Castilho |        | 28 de novembro de 1809  | 2 de agosto de 1820     |
| 13 | Antônio José Marques da Costa Silva |        | 2 de agosto de 1820     | 4 de outubro de 1820    |
| 14 | Manuel Inácio de Sampaio e Pina Freire |        | 4 de outubro de 1820    | 30 de dezembro de 1821  |
| 15 | Manuel Inácio de Sampaio e Pina Freire Antônio Pedro de Alencastre Paulo Couceiro d'Almeida Homem Francisco Xavier dos Guimarães Brito e Costa Luís da Costa Freire de Freitas João José do Couto Guimarães |        | 30 de dezembro de 1821  | 8 de abril de 1822      |

## Governantes do período imperial (1822 — 1889)
Abaixo a relação dos presidentes da Província de Goiás.
| Legenda                          |
| -------------------------------- |
| Partido Conservador              |
| Partido Liberal                  |
| Sem partido ou junta governativa |

### Primeiro Reinado(1822-1831)
| O.H | Incumbente | Incumbente | Partido                | Início do mandato     | Fim do mandato         | Observações |
| --- | --- | ---------- | ---------------------- | --------------------- | ---------------------- | ----------- |
| —   | Álvaro José Xavier José Rodrigues Jardim Raimundo Nonato Jacinto Joaquim Alves de Oliveira Luís Gonzaga de Camargo Fleury |            |                        | 8 de abril de 1822    | 14 de setembro de 1824 |             |
| 1   | Caetano Maria Lopes Gama                                                                                                  |            | 14 de setembro de 1824 | 24 de outubro de 1827 | Visconde de Maranguape |             |
| 2   | Miguel Lino de Morais |            | 24 de outubro de 1827  | 14 de agosto de 1831  |                        |             |

### Período regencial(1831-1841)
| O.H | Incumbente                     | Incumbente | Partido             | Início do mandato      | Fim do mandato         | Observações |
| --- | ------------------------------ | ---------- | ------------------- | ---------------------- | ---------------------- | ----------- |
| 3   | Luís Bartolomeu Marques        |            | Partido Liberal     | 14 de agosto de 1831   | 31 de dezembro de 1831 |             |
| 4   | José Rodrigues Jardim          |            | Partido Liberal     | 31 de dezembro de 1831 | 20 de março de 1837    |             |
| 5   | Luís Gonzaga de Camargo Fleury |            | Partido Conservador | 20 de março de 1837    | 4 de setembro de 1839  |             |
| 6   | José de Assis Mascarenhas      |            | Partido Conservador | 4 de setembro de 1839  | 1º de março de 1841    |             |

### Segundo Reinado(1841-1889)
| O.H | Incumbente                            | Incumbente | Partido             | Início do mandato       | Fim do mandato          | Observações                                                             |
| --- | ------------------------------------- | ---------- | ------------------- | ----------------------- | ----------------------- | ----------------------------------------------------------------------- |
| 7   | José Rodrigues Jardim                 |            | Partido Liberal     | 1º de março de 1841     | 13 de novembro de 1841  |                                                                         |
| 8   | José de Assis Mascarenhas             |            | Partido Conservador | 13 de novembro de 1841  | 19 de março de 1842     |                                                                         |
| 9   | Francisco Ferreira dos Santos Azevedo |            | Partido Conservador | 19 de março de 1842     | 10 de junho de 1842     | Vice-Presidente da Província no cargo de titular                        |
| 10  | José de Assis Mascarenhas             |            | Partido Conservador | 10 de junho de 1842     | 9 de novembro de 1842   |                                                                         |
| 11  | Francisco Ferreira dos Santos Azevedo |            | Partido Conservador | 9 de novembro de 1842   | 17 de outubro de 1843   | Vice-Presidente da Província no cargo de titular                        |
| 12  | José de Assis Mascarenhas             |            | Partido Conservador | 17 de outubro de 1843   | 29 de março de 1844     |                                                                         |
| 13  | Francisco Ferreira dos Santos Azevedo |            | Partido Conservador | 29 de março de 1844     | 30 de junho de 1844     | Vice-Presidente da Província no cargo de titular                        |
| 14  | José de Assis Mascarenhas             |            | Partido Conservador | 30 de junho de 1844     | 19 de setembro de 1845  |                                                                         |
| 15  | Joaquim Inácio Ramalho                |            | Partido Conservador | 19 de setembro de 1845  | 19 de fevereiro de 1848 | Barão de Água Branca                                                    |
| 16  | Antônio de Pádua Fleury               |            | Partido Conservador | 19 de fevereiro de 1848 | 11 de junho de 1849     |                                                                         |
| 17  | Eduardo Olímpio Machado               |            | Partido Conservador | 11 de junho de 1849     | 11 de julho de 1850     | Vice-Presidente da Província no cargo de titular                        |
| 18  | Antônio Joaquim da Silva Gomes        |            | Partido Liberal     | 11 de julho de 1850     | 20 de dezembro de 1852  |                                                                         |
| 19  | Francisco Mariani                     |            | Partido Liberal     | 20 de dezembro de 1852  | 25 de abril de 1854     |                                                                         |
| 20  | Antônio Augusto Pereira da Cunha      |            | Partido Conservador | 25 de abril de 1854     | 8 de maio de 1854       |                                                                         |
| 21  | Antônio Cândido da Cruz Machado       |            | Partido Conservador | 8 de maio de 1854       | 28 de setembro de 1855  | Vice-Presidente da Província no cargo de titular Visconde do Serro Frio |
| 22  | Antônio Augusto Pereira da Cunha      |            | Partido Conservador | 28 de setembro de 1855  | 1º de agosto de 1857    |                                                                         |
| —   | João Bonifácio Gomes de Siqueira      |            | Partido Conservador | 1º de agosto de 1857    | 8 de outubro de 1857    | Presidente interino                                                     |
| 23  | Francisco Januário da Gama Cerqueira  |            | Partido Liberal     | 8 de outubro de 1857    | 1º de maio de 1860      |                                                                         |
| 24  | Antônio Manuel de Aragão e Melo       |            | Partido Liberal     | 1º de maio de 1860      | 21 de abril de 1861     |                                                                         |
| 25  | José Martins Pereira de Alencastre    |            | Partido Liberal     | 21 de abril de 1861     | 26 de junho de 1862     |                                                                         |
| 26  | Caetano Alves de Sousa Filgueiras     |            | Partido Liberal     | 26 de junho de 1862     | 5 de novembro de 1862   | Vice-Presidente da Província no cargo de titular                        |
| 27  | João Bonifácio Gomes de Siqueira      |            | Partido Conservador | 5 de novembro de 1862   | 8 de janeiro de 1863    |                                                                         |
| 28  | José Vieira Couto de Magalhães        |            | Partido Liberal     | 8 de janeiro de 1863    | 5 de abril de 1864      |                                                                         |
| 29  | João Bonifácio Gomes de Siqueira      |            | Partido Conservador | 5 de abril de 1864      | 27 de abril de 1865     |                                                                         |
| 30  | Augusto Ferreira França               |            | Partido Conservador | 27 de abril de 1865     | 29 de abril de 1867     | Vice-Presidente da Província no cargo de titular                        |
| 31  | João Bonifácio Gomes de Siqueira      |            | Partido Conservador | 29 de abril de 1867     | 11 de outubro de 1868   |                                                                         |
| 32  | Ernesto Augusto Pereira               |            | Partido Conservador | 11 de outubro de 1868   | 6 de outubro de 1870    | Vice-Presidente da Província no cargo de titular                        |
| 33  | João Bonifácio Gomes de Siqueira      |            | Partido Conservador | 6 de outubro de 1870    | 25 de abril de 1871     |                                                                         |
| 34  | Antero Cícero de Assis                |            | Partido Conservador | 25 de abril de 1871     | 6 de outubro de 1871    | Vice-Presidente da Província no cargo de titular                        |
| 35  | João Bonifácio Gomes de Siqueira      |            | Partido Conservador | 6 de outubro de 1871    | 8 de outubro de 1871    |                                                                         |
| 36  | Antero Cícero de Assis                |            | Partido Conservador | 8 de outubro de 1871    | 25 de junho de 1878     | 2° Vice-Presidente da Província no cargo de titular                     |
| 37  | Teodoro Rodrigues de Morais           |            | Partido Conservador | 25 de junho de 1878     | 22 de agosto de 1878    | 1° Vice-Presidente da Província no cargo de titular                     |
| —   | Luís Augusto Crespo                   |            | Partido Conservador | 22 de agosto de 1878    | 14 de janeiro de 1879   | Presidente Interino                                                     |
| 38  | Teodoro Rodrigues de Morais           |            | Partido Conservador | 14 de janeiro de 1879   | 18 de março de 1879     | 1° Vice-Presidente da Província no cargo de titular                     |
| 39  | Aristides de Sousa Spínola            |            | Partido Conservador | 18 de março de 1879     | 28 de dezembro de 1880  |                                                                         |
| 40  | Teodoro Rodrigues de Morais           |            | Partido Conservador | 28 de dezembro de 1880  | 1º de fevereiro de 1881 | 1° Vice-Presidente da Província no cargo de titular                     |
| 41  | Joaquim de Almeida Leite Morais       |            | Partido Conservador | 1º de fevereiro de 1881 | 9 de dezembro de 1881   |                                                                         |
| 42  | Teodoro Rodrigues de Morais           |            | Partido Conservador | 9 de dezembro de 1881   | 20 de junho de 1882     | 1° Vice-Presidente da Província no cargo de titular                     |
| 43  | Cornélio Pereira de Magalhães         |            | Partido Conservador | 20 de junho de 1882     | 20 de setembro de 1882  | 2° Vice-Presidente da Província no cargo de titular                     |
| 44  | Teodoro Rodrigues de Morais           |            | Partido Conservador | 20 de setembro de 1882  | 22 de fevereiro de 1883 | 1° Vice-Presidente da Província no cargo de titular                     |
| 45  | Antônio Gomes Pereira Júnior          |            | Partido Conservador | 22 de fevereiro de 1883 | 25 de outubro de 1883   | 3° Vice-Presidente da Província no cargo de titular                     |
| 46  | Antônio José Caiado                   |            | Partido Liberal     | 25 de outubro de 1883   | 6 de fevereiro de 1884  |                                                                         |
| 47  | Camilo Augusto Maria de Brito         |            | Partido Liberal     | 6 de fevereiro de 1884  | 3 de setembro de 1884   | 1° Vice-Presidente da Província no cargo de titular                     |
| 48  | Antônio José Caiado                   |            | Partido Liberal     | 3 de setembro de 1884   | 1º de novembro de 1884  |                                                                         |
| 49  | José Acioli de Brito                  |            | Partido Liberal     | 1º de novembro de 1884  | 17 de outubro de 1885   | 2° Vice-Presidente da Província no cargo de titular                     |
| 50  | Júlio Barbosa de Vasconcelos          |            | Partido Liberal     | 17 de outubro de 1885   | 7 de janeiro de 1886    | 3° Vice-Presidente da Província no cargo de titular                     |
| —   | Guilherme Francisco Cruz              |            | Partido Liberal     | 7 de janeiro de 1886    | 27 de fevereiro de 1886 | Presidente Interino                                                     |
| 51  | Júlio Barbosa de Vasconcelos          |            | Partido Liberal     | 27 de fevereiro de 1886 | 14 de agosto de 1886    | 3° Vice-Presidente da Província no cargo de titular                     |
| 52  | Luís Silvério Alves Cruz              |            | Partido Conservador | 14 de agosto de 1886    | 9 de agosto de 1887     |                                                                         |
| 53  | Antônio Pereira de Abreu Júnior       |            | Partido Conservador | 9 de agosto de 1887     | 9 de agosto de 1887     | 1° Vice-Presidente da Província no cargo de titular                     |
| —   | José Joaquim de Sousa                 |            | Partido Conservador | 9 de agosto de 1887     | 11 de agosto de 1887    | Presidente Interino                                                     |
| 54  | Felicíssimo do Espírito Santo         |            | Partido Conservador | 11 de agosto de 1887    | 20 de outubro de 1887   | 2° Vice-Presidente da Província no cargo de titular                     |
| 55  | Fulgêncio Firmino Simões              |            | Partido Conservador | 20 de outubro de 1887   | 3 de janeiro de 1888    |                                                                         |
| 56  | Felicíssimo do Espírito Santo         |            | Partido Conservador | 3 de janeiro de 1888    | 6 de janeiro de 1888    | 2° Vice-Presidente da Província no cargo de titular                     |
| 57  | Fulgêncio Firmino Simões              |            | Partido Conservador | 6 de janeiro de 1888    | 20 de fevereiro de 1888 |                                                                         |
| 58  | Felicíssimo do Espírito Santo         |            | Partido Conservador | 20 de fevereiro de 1888 | 6 de março de 1889      | 2° Vice-Presidente da Província no cargo de titular                     |
| 59  | Elísio Firmo Martins                  |            | Partido Conservador | 6 de março de 1889      | 4 de agosto de 1889     |                                                                         |
| 60  | Eduardo Augusto Montandon             |            | Partido Conservador | 4 de agosto de 1889     | 6 de dezembro de 1889   |                                                                         |

## Primeira República Brasileira(1889 — 1930)
Já no período republicano, os governadores ainda eram denominados "presidentes" até a Revolução de 1930. O termo "governador" aparece na primeira Constituição Estadual de Goiás, de 1890, mas, já no ano seguinte, foi feita nova Constituição Estadual, em que o termo "governador" é trocado para "presidente". A Constituição Estadual de Goiás de 1891 manterá o termo "presidente" ao longo das sucessivas reformas sofridas (1905, 1908, 1911, 1921, 1929); é apenas com a Constituição Estadual de 1935 que o termo passa a ser "governador", sendo assim a maneira como se designam os governantes de Goiás até hoje.
| Legenda |
| --- |
| Mandatários eleitos por votação direta, conforme legislação eleitoral da época. Mandatários que assumiram o governo por serem vice-governadores/vice-presidentes. Mandatários eleitos por votação indireta ou que assumiram na qualidade de chefes do Poder Legislativo Estadual Mandatários nomeados direta ou indiretamente pelo Poder Federal em épocas de convulsão político-social e ditadura militar ou juntas governativas Chefes do judiciário que tomaram posse na linha sucessória constitucional Mandatários que renunciaram antes da assunção do cargo ou que foram impedidos de tomarem posse |

| O.H | Incumbente                          | Incumbente | Partido                | Partido                          | Início do mandato       | Fim do mandato | Eleição                                                        | Observações                                                     | Referências e notas |
| --- | ----------------------------------- | ---------- | ---------------------- | -------------------------------- | ----------------------- | --- | -------------------------------------------------------------- | --------------------------------------------------------------- | ------------------- |
| —   | Junta governativa goianense de 1889 |            |                        | —                                | 7 de dezembro de 1889   | 24 de fevereiro de 1890                                                                                                   | Não houve                                                      | Governo provisório                                              | [ 17 ]              |
| 1   | Rodolfo Gustavo da Paixão           |            | Militar                | 24 de fevereiro de 1890          | 20 de janeiro de 1891   | Presidente de Estado nomeado pelo Governo Federal                                                                         | Não houve                                                      | [ 18 ]                                                          |                     |
| 2   | Bernardo Albernaz                   |            |                        | Partido Republicano de Goiás PRG | 21 de janeiro de 1891   | 30 de março de 1891 | Não houve                                                      | Presidente de Estado nomeado pelo Governo Federal               | [ 19 ]              |
| 3   | João Bonifácio Gomes de Siqueira    |            |                        | Sem partido                      | 30 de março de 1891     | 20 de maio de 1891 | Não houve                                                      | Presidente de Estado nomeado pelo Governo Federal               | [ 20 ]              |
| 4   | Constâncio Ribeiro da Maia          |            |                        | Partido Republicano de Goiás PRG | 20 de maio de 1891      | 18 de julho de 1891 | Não houve                                                      | Presidente de Estado interino                                   | [ 21 ]              |
| 5   | Rodolfo Gustavo da Paixão           |            |                        | Militar                          | 18 de julho de 1891     | 7 de dezembro de 1891 | Não houve                                                      | Presidente de Estado nomeado pelo Governo Federal               | [ 18 ]              |
| 6   | Constâncio Ribeiro da Maia          |            |                        | Partido Republicano de Goiás PRG | 7 de dezembro de 1891   | 19 de fevereiro de 1892                                                                                                   | Não houve                                                      | Presidente de Estado interino                                   | [ 21 ]              |
| 7   | Brás Abrantes                       |            |                        | Militar                          | 19 de fevereiro de 1892 | 17 de julho de 1892 | Não houve                                                      | Presidente de Estado nomeado pelo Governo Federal               | [ 22 ]              |
| –   | José Leopoldo de Bulhões Jardim     |            |                        | Partido Republicano de Goiás PRG | –                       | – | 1892                                                           | Presidente do Estado eleito que renunciou ao mandato            | [ 23 ]              |
| 8   | Antônio Caiado                      |            | 17 de julho de 1892    | Partido Republicano de Goiás PRG | 1º de julho de 1893     | 1º Vice-presidente de Estado empossado                                                                                    | 1892                                                           | [ 24 ]                                                          |                     |
| 9   | José Inácio Xavier de Brito         |            | 1º de julho de 1893    | Partido Republicano de Goiás PRG | 16 de julho de 1895     | 1893 | Presidente de Estado eleito em comícios populares              | [ 26 ]                                                          |                     |
| 10  | Antônio Caiado                      |            | 16 de julho de 1895    | Partido Republicano de Goiás PRG | 18 de julho de 1895     | 1893 | Presidente de Estado por eleições indiretas                    | [ 26 ]                                                          |                     |
| 11  | Francisco Leopoldo Rodrigues Jardim |            | 18 de julho de 1895    | Partido Republicano de Goiás PRG | 9 de julho de 1898      | 1895 | Presidente de Estado eleito em comícios populares              | [ 25 ] [ 27 ]                                                   |                     |
| 12  | Bernardo Albernaz                   |            | 9 de julho de 1898     | Partido Republicano de Goiás PRG | 1 de novembro de 1898   | 1895 | Presidente da Assembléia no cargo de titular                   | [ 19 ]                                                          |                     |
| 13  | Urbano Coelho de Gouveia            |            | 1º de novembro de 1898 | Partido Republicano de Goiás PRG | 10 de junho de 1901     | 1898 | Presidente de Estado por eleições indiretas                    | [ 28 ]                                                          |                     |
| 14  | Bernardo Albernaz                   |            | 10 de junho de 1901    | Partido Republicano de Goiás PRG | 12 de agosto de 1901    | 1898 | Presidente da Assembléia no cargo de titular                   | [ 19 ]                                                          |                     |
| 15  | José Xavier de Almeida              |            | 12 de agosto de 1901   | Partido Republicano de Goiás PRG | 14 de julho de 1905     | 1901 | Presidente de Estado eleito em comícios populares              | [ 29 ]                                                          |                     |
| 16  | Miguel da Rocha Lima                |            | 14 de julho de 1905    | Partido Republicano de Goiás PRG | 11 de março de 1909     | 1905 | Presidente de Estado eleito em comícios populares              | [ 29 ] [ 30 ]                                                   |                     |
| –   | Hermenegildo Lopes de Morais        |            | –                      | –                                | 1909                    | Não tomou posse devido à Revolução de 1909                                                                                | [ 31 ]                                                         |                                                                 |                     |
| 17  | Francisco Bertoldo de Sousa         |            | 11 de março de 1909    | Partido Republicano de Goiás PRG | 1º de maio de 1909      | 1905 | 1,º vice-presidente no cargo de titular                        | [ 30 ]                                                          |                     |
| 18  | José da Silva Batista               |            | 1º de maio de 1909     | Partido Republicano de Goiás PRG | 24 de julho de 1909     | 1905 | 2.º vice-presidente de Estado no cargo de titular              | [ 30 ]                                                          |                     |
| 19  | Urbano Coelho de Gouveia            |            |                        | Partido Democrata PD             | 24 de julho de 1909     | 30 de março de 1912 | 1909                                                           | Presidente de Estado nomeado pelos líderes da Revolução de 1909 | [ 28 ]              |
| 20  | Joaquim Rufino Ramos Jubé           |            | 30 de março de 1912    | Partido Democrata PD             | 24 de maio de 1912      | 1912 | Presidente do Senado Estadual de Goiás empossado               | [ 32 ] [ 33 ]                                                   |                     |
| 21  | Herculano de Sousa Lobo             |            | 25 de maio de 1912     | Partido Democrata PD             | 10 de junho de 1913     | 1912 | Presidente de Estado eleito em comícios populares              | [ 32 ]                                                          |                     |
| 22  | Joaquim Rufino Ramos Jubé           |            | 10 de junho de 1913    | Partido Democrata PD             | 31 de julho de 1913     | 1912 | Presidente do Senado Estadual de Goiás empossado               | [ 32 ] [ 33 ]                                                   |                     |
| 23  | Olegário Herculano da Silva Pinto   |            | 31 de julho de 1913    | Partido Democrata PD             | 6 de julho de 1914      | 1913 | Presidente de Estado eleito em comícios populares              | [ 32 ]                                                          |                     |
| 24  | Salatiel Simões de Lima             |            | 6 de julho de 1914     | Partido Democrata PD             | 30 de junho de 1915     | 1915 | Presidente de Estado eleito em comícios populares              | [ 32 ]                                                          |                     |
| 25  | Joaquim Rufino Ramos Jubé           |            | 30 de junho de 1915    | Partido Democrata PD             | 6 de maio de 1916       | 1915 | Presidente do Senado Estadual de Goiás empossado               | [ 32 ]                                                          |                     |
| 26  | Salatiel Simões de Lima             |            | 6 de maio de 1916      | Partido Democrata PD             | 13 de outubro de 1916   | 1915 | 1° Vice-Presidente de Estado no cargo de titular               | [ 32 ]                                                          |                     |
| 27  | Aprígio José de Sousa               |            | 13 de outubro de 1916  | Partido Democrata PD             | 9 de maio de 1917       | 1915 | 2° Vice-Presidente de Estado no cargo de titular               | [ 32 ]                                                          |                     |
| 28  | Salatiel Simões de Lima             |            | 9 de maio de 1917      | Partido Democrata PD             | 14 de julho de 1917     | 1915 | 1° Vice-Presidente de Estado no cargo de titular               | [ 32 ]                                                          |                     |
| 29  | João Alves de Castro                |            | 14 de julho de 1917    | Partido Democrata PD             | 21 de dezembro de 1918  | 1917 | Presidente de Estado eleito que licenciou-se por 4 meses       | [ 34 ]                                                          |                     |
| 30  | Joaquim Rufino Ramos Jubé           |            | 21 de dezembro de 1918 | Partido Democrata PD             | 24 de abril de 1919     | 1917 | Presidente do Senado Estadual de Goiás empossado               | [ 32 ]                                                          |                     |
| –   | João Alves de Castro                |            | 24 de abril de 1919    | Partido Democrata PD             | 14 de julho de 1921     | 1917 | Presidente de Estado eleito que retornou da licença de 4 meses | [ 35 ]                                                          |                     |
| 31  | Eugênio Rodrigues Jardim            |            | 14 de julho de 1921    | Partido Democrata PD             | 27 de julho de 1923     | 1921 | Presidente de Estado eleito em comícios populares              | [ 36 ]                                                          |                     |
| 32  | Miguel da Rocha Lima                |            | 27 de julho de 1923    | Partido Democrata PD             | 31 de março de 1924     | 1921 | Presidente de Estado eleito em comícios populares              | [ 32 ]                                                          |                     |
| 33  | Joaquim Rufino Ramos Jubé           |            | 31 de março de 1924    | Partido Democrata PD             | 25 de abril de 1924     | 1921 | Presidente do Senado Estadual de Goiás empossado               | [ 32 ]                                                          |                     |
| 34  | Miguel da Rocha Lima                |            | 25 de abril de 1924    | Partido Democrata PD             | 14 de julho de 1925     | 1924 | Presidente de Estado eleito em comícios populares              | [ 32 ]                                                          |                     |
| 35  | Brasil Caiado                       |            | 14 de julho de 1925    | Partido Democrata PD             | 13 de julho de 1929     | 1924 | Presidente de Estado eleito em comícios populares              | [ 37 ]                                                          |                     |
| 36  | Joaquim Rufino Ramos Jubé           |            | 13 de julho de 1929    | Partido Democrata PD             | 14 de julho de 1929     | 1929 | Presidente do Senado Estadual de Goiás empossado               | [ 32 ]                                                          |                     |
| 37  | Alfredo Lopes de Morais             |            | 14 de julho de 1929    | Partido Democrata PD             | 11 de agosto de 1930    | 1929 | Presidente de Estado por eleições indiretas                    | [ 32 ]                                                          |                     |
| 38  | Humberto Martins Ribeiro            |            | 11 de agosto de 1930   | Partido Democrata PD             | 27 de outubro de 1930   | 1929 | 1º Vice-presidente empossado                                   | [ 38 ]                                                          |                     |
| –   | Antônio Ramos Caiado                |            | –                      | –                                | Não houve               | Interventor federal nomeado pelo Presidente da República, Washington Luís, impedido de assumir devido à Revolução de 1930 | [ 39 ]                                                         |                                                                 |                     |

## Era Vargas(1930-1945)
| O.H | Incumbente                       | Incumbente | Partido                | Partido                        | Início do mandato      | Fim do mandato                                           | Eleição                                                                            | Observações                                                                                           | Ref. e notas                                                                                 |
| --- | -------------------------------- | ---------- | ---------------------- | ------------------------------ | ---------------------- | -------------------------------------------------------- | ---------------------------------------------------------------------------------- | --- | -------------------------------------------------------------------------------------------- |
| 39  | Carlos Pinheiro Chagas           |            |                        | Aliança Liberal AL             | 27 de outubro de 1930  | 30 de outubro de 1930                                    | Não houve                                                                          | Interventor federal nomeado pela Junta Governativa Provisória de 1930, renunciando do cargo.          | [ 40 ]                                                                                       |
| —   | Junta governativa goiana de 1930 |            |                        | Sem partido                    | 30 de outubro de 1930  | 23 de novembro de 1930                                   | Não houve                                                                          | Governo provisório                                                                                    | Governo provisório                                                                           |
| 40  | Pedro Ludovico Teixeira          |            |                        | Aliança Liberal AL             | 23 de novembro de 1930 | 3 de novembro de 1932                                    | Não houve                                                                          | Interventor Federal nomeado pelo Presidente da República                                              | Interventor Federal nomeado pelo Presidente da República                                     |
| 41  | Mário de Alencastro Caiado       |            |                        | Partido Social Republicano PSR | 3 de novembro de 1932  | 20 de dezembro de 1932                                   | Não houve                                                                          | Interventor Federal nomeado pelo Presidente da República                                              | [ 42 ]                                                                                       |
| 42  | Pedro Ludovico Teixeira          |            | 20 de dezembro de 1932 | Partido Social Republicano PSR | 31 de julho de 1933    | Interventor Federal nomeado pelo Presidente da República | Não houve                                                                          | |                                                                                              |
| 43  | José Carvalho dos Santos Azevedo |            |                        | Sem partido.                   | 31 de julho de 1933    | 8 de setembro de 1933                                    | Não houve                                                                          | Presidente do Tribunal de Justiça empossado interventor federal                                       | [ 43 ]                                                                                       |
| 44  | Pedro Ludovico Teixeira          |            |                        | Partido Social Republicano PSR | 8 de setembro de 1933  | 21 de junho de 1934                                      | Não houve                                                                          | Interventor Federal nomeado pelo Presidente da República                                              | [ 44 ]                                                                                       |
| 45  | Inácio Bento de Loyola           |            |                        | Sem partido.                   | 21 de junho de 1934    | 19 de julho de 1934                                      | Não houve                                                                          | Presidente do Tribunal de Justiça empossado interventor federal                                       | [ 45 ]                                                                                       |
| 46  | Vasco dos Reis Gonçalves         |            |                        | Partido Social Republicano PSR | 19 de julho de 1934    | 3 de agosto de 1934                                      | Não houve                                                                          | Interventor Federal nomeado pelo Presidente da República                                              | Interventor Federal nomeado pelo Presidente da República                                     |
| 47  | Pedro Ludovico Teixeira          |            | 3 de agosto de 1934    | Partido Social Republicano PSR | 9 de outubro de 1934   | Interventor Federal nomeado pelo Presidente da República | Interventor Federal nomeado pelo Presidente da República                           | |                                                                                              |
| 48  | Heitor Morais Fleury             |            |                        | Sem partido                    | 9 de outubro de 1934   | 18 de outubro de 1934                                    | Não houve                                                                          | Presidente do Tribunal de Justiça empossado interventor Federal pelo Presidente da República          | Presidente do Tribunal de Justiça empossado interventor Federal pelo Presidente da República |
| 49  | Pedro Ludovico Teixeira          |            |                        | Partido Social Republicano PSR | 19 de outubro de 1934  | 26 de setembro de 1935                                   | Não houve                                                                          | Interventor Federal nomeado pelo Presidente da República                                              | Interventor Federal nomeado pelo Presidente da República                                     |
| —   | Taciano Gomes de Mello           |            | 27 de setembro de 1935 | Partido Social Republicano PSR | 20 de outubro de 1935  | Interventor federal interino                             | Interventor federal interino                                                       | |                                                                                              |
| —   | Pedro Ludovico Teixeira          |            | 21 de outubro de 1935  | Partido Social Republicano PSR | 10 de novembro de 1937 | 1935                                                     | Governador eleito indiretamente pela Assembleia Legislativa Constituinte de Goiás. | Governador eleito indiretamente pela Assembleia Legislativa Constituinte de Goiás.                    |                                                                                              |
| —   | Pedro Ludovico Teixeira          |            |                        | sem partido —                  | 10 de novembro de 1937 | 4 de novembro de 1945                                    | Não houve                                                                          | Com o Golpe de Estado no Brasil em 1937, foi interventor federal nomeado pelo Presidente da República | [ 48 ]                                                                                       |

## República Populista(1945-1964)
| N.º | Incumbente                      | Incumbente | Partido               | Partido                         | Início do mandato      | Fim do mandato                                                  | Eleição                                                                                                 | Observações | Refs                                                     |
| --- | ------------------------------- | ---------- | --------------------- | ------------------------------- | ---------------------- | --------------------------------------------------------------- | --- | --- | -------------------------------------------------------- |
| 50  | Eládio de Amorim                |            |                       | —                               | 4 de novembro de 1945  | 18 de fevereiro de 1946                                         | Não houve                                                                                               | Presidente do Tribunal de Justiça do Estado de Goiás empossado como interventor federal nomeado pelo Presidente da República, José Linhares | [ 49 ]                                                   |
| 51  | Filipe Antônio Xavier de Barros |            | militar               | 18 de fevereiro de 1946         | 4 de agosto de 1946    | Interventor Federal nomeado pelo Presidente da República        | Não houve                                                                                               | [ 50 ] |                                                          |
| —   | Paulo Fleury da Silva e Sousa   |            |                       | Partido Social Democrático PSD  | 4 de agosto de 1946    | 18 de agosto de 1946                                            | Não houve                                                                                               | Interventor federal interino |                                                          |
| —   | Filipe Antônio Xavier de Barros |            |                       | militar                         | 18 de agosto de 1946   | 12 de setembro de 1946                                          | Não houve                                                                                               | Interventor Federal nomeado pelo Presidente da República                                                                                    | Interventor Federal nomeado pelo Presidente da República |
| 52  | Belarmino Cruvinel              |            |                       | Partido Social Democrático PSD  | 12 de setembro de 1946 | 22 de outubro de 1946                                           | Não houve                                                                                               | Interventor Federal nomeado pelo Presidente da República                                                                                    | [ 52 ]                                                   |
| 53  | Joaquim Machado de Araújo       |            |                       | Partido Social Progressista PSP | 22 de outubro de 1946  | 22 de março de 1947                                             | Não houve                                                                                               | Interventor Federal nomeado pelo Presidente da República                                                                                    | [ 53 ]                                                   |
| 54  | Jerônimo Coimbra Bueno          |            |                       | União Democrática Nacional UDN  | 22 de março de 1947    | 30 de junho de 1950                                             | 1947 | Governador eleito em sufrágio universal | [ 54 ]                                                   |
| 55  | Hosanah Guimarães               |            | 30 de junho de 1950   | União Democrática Nacional UDN  | 30 de janeiro de 1951  | Vice-governador eleito, assumiu o cargo de Governador           | 1947 | [ 43 ] |                                                          |
| 56  | Pedro Ludovico Teixeira         |            |                       | Partido Social Democrático PSD  | 31 de janeiro de 1951  | 1 de julho de 1954                                              | 1950 | Governador eleito em sufrágio universal | [ 55 ]                                                   |
| 57  | Jonas Duarte                    |            | 1 de julho de 1954    | Partido Social Democrático PSD  | 31 de janeiro de 1955  | Vice-governador empossado em decorrência da renúncia do titular | 1950 | [ 56 ] |                                                          |
| —   | Bernardo Sayão Carvalho Araújo  |            | 31 de janeiro de 1955 | Partido Social Democrático PSD  | 12 de março de 1955    | 1954                                                            | Vice-governador eleito com votos validados, cujo titular da chapa teve que esperar recontagem das urnas | [ 43 ] |                                                          |
| 58  | José Ludovico de Almeida        |            | 12 de março de 1955   | Partido Social Democrático PSD  | 31 de janeiro de 1959  | 1954                                                            | Governador eleito em sufrágio universal                                                                 | [ 57 ] |                                                          |
| 59  | José Feliciano Ferreira         |            | 31 de janeiro de 1959 | Partido Social Democrático PSD  | 31 de janeiro de 1961  | 1958                                                            | Governador eleito em sufrágio universal                                                                 | [ 58 ] |                                                          |
| 60  | Mauro Borges                    |            | 31 de janeiro de 1961 | Partido Social Democrático PSD  | 26 de novembro de 1964 | 1960                                                            | Governador eleito em sufrágio universal                                                                 | [ 59 ] [ nota 1 ] |                                                          |

## Ditadura militar brasileira(1964-1985)
| O.H | Incumbente                    | Incumbente                        | Partido                           | Partido                        | Início do mandato      | Fim do mandato        | Eleição                                                                                        | Observações                                                                                          | Refs   |
| --- | ----------------------------- | --------------------------------- | --------------------------------- | ------------------------------ | ---------------------- | --------------------- | ---------------------------------------------------------------------------------------------- | --- | ------ |
| 61  | Carlos de Meira Mattos        |                                   |                                   | Militar                        | 26 de novembro de 1964 | 23 de janeiro de 1965 | Não houve                                                                                      | Interventor Federal nomeado pelo Presidente da República                                             | [ 60 ] |
| 62  | Emílio Rodrigues Ribas Júnior |                                   | 23 de janeiro de 1965             | Militar                        | 31 de janeiro de 1966  | 1964                  | Interventor Federal nomeado pelo Presidente da República                                       | [ 61 ]                                                                                               |        |
| 63  | Otávio Lage                   |                                   |                                   | União Democrática Nacional UDN | 31 de janeiro de 1966  | 15 de março de 1971   | 1965                                                                                           | Governador eleito em sufrágio universal pela UDN, com o fim do pluripartidarismo, se filiou na ARENA | [ 62 ] |
| 63  | Otávio Lage                   | Aliança Renovadora Nacional ARENA |                                   |                                | 31 de janeiro de 1966  | 15 de março de 1971   | 1965                                                                                           | Governador eleito em sufrágio universal pela UDN, com o fim do pluripartidarismo, se filiou na ARENA | [ 62 ] |
| 64  | Leonino Caiado                |                                   | Aliança Renovadora Nacional ARENA | 15 de março de 1971            | 15 de março de 1975    | 1970                  | Governador eleito indiretamente pela Assembléia Legislativa, e confirmado pelo Governo Federal | [ 63 ]                                                                                               |        |
| 65  | Irapuan Costa Júnior          |                                   | Aliança Renovadora Nacional ARENA | 15 de março de 1975            | 15 de março de 1979    | 1974                  | Governador eleito indiretamente pela Assembléia Legislativa, e confirmado pelo Governo Federal | [ 64 ]                                                                                               |        |
| 66  | Ary Valadão                   |                                   | Aliança Renovadora Nacional ARENA | 15 de março de 1979            | 15 de março de 1983    | 1978                  | Governador eleito indiretamente pela Assembléia Legislativa, e confirmado pelo Governo Federal | [ 65 ] [ nota 3 ]                                                                                    |        |
| 66  | Ary Valadão                   | Partido Democrático Social PDS    |                                   | 15 de março de 1979            | 15 de março de 1983    | 1978                  | Governador eleito indiretamente pela Assembléia Legislativa, e confirmado pelo Governo Federal | [ 65 ] [ nota 3 ]                                                                                    |        |

## Nova República(1985-2025)
| O.H | Incumbente         | Incumbente            | Partido                 | Partido                                          | Início do mandato      | Fim do mandato                                                                                   | Eleição                                                                                     | Observações |
| --- | ------------------ | --------------------- | ----------------------- | ------------------------------------------------ | ---------------------- | ------------------------------------------------------------------------------------------------ | ------------------------------------------------------------------------------------------- | --- |
| 67  | Iris Rezende       |                       |                         | Partido do Movimento Democrático Brasileiro PMDB | 15 de março de 1983    | 13 de fevereiro de 1986                                                                          | 1982                                                                                        | Governador eleito em sufrágio universal, posteriormente renunciou ao mandato para assumir o Ministério da Agricultura durante o Governo José Sarney. |
| 68  | Onofre Quinan      |                       | 13 de fevereiro de 1986 | Partido do Movimento Democrático Brasileiro PMDB | 15 de março de 1987    | Vice-governador eleito, assumiu o cargo de governador, após a renúnica do titular, Iris Rezende. | 1982                                                                                        | |
| 69  | Henrique Santillo  |                       | 15 de marco de 1987     | Partido do Movimento Democrático Brasileiro PMDB | 15 de março de 1991    | 1986                                                                                             | Governador eleito em sufrágio universal (obs: Tocantins instalado em 1º de janeiro de 1989) | |
| 70  | Iris Rezende       |                       | 15 de março de 1991     | Partido do Movimento Democrático Brasileiro PMDB | 2 de abril de 1994     | 1990                                                                                             | Governador eleito em sufrágio universal                                                     | |
| 71  | Agenor Rezende     |                       | 2 de abril de 1994      | Partido do Movimento Democrático Brasileiro PMDB | 1º de janeiro de 1995  | 1990                                                                                             | Presidente da Assembleia Legislativa, assumiu o cargo de Governador                         | |
| 72  | Maguito Vilela     |                       | 1º de janeiro de 1995   | Partido do Movimento Democrático Brasileiro PMDB | 2 de abril de 1998     | 1994                                                                                             | Governador eleito em sufrágio universal                                                     | |
| 73  | Naphtali Alves     |                       | 2 de abril de 1998      | Partido do Movimento Democrático Brasileiro PMDB | 24 de novembro de 1998 | 1994                                                                                             | Vice-governador eleito, assumiu o cargo de Governador                                       | |
| 74  | Helenês Cândido    |                       | 24 de novembro de 1998  | Partido do Movimento Democrático Brasileiro PMDB | 1º de janeiro de 1999  | 1994                                                                                             | Governador eleito pela Assembleia Legislativa, assumindo cargo de Governador                | |
| 75  | Marconi Perillo    |                       |                         | Partido da Social Democracia Brasileira PSDB     | 1º de janeiro de 1999  | 1º de janeiro de 2003                                                                            | 1998                                                                                        | Governador eleito em sufrágio universal |
| 75  | Marconi Perillo    | 1º de janeiro de 2003 | 31 de março de 2006     | Partido da Social Democracia Brasileira PSDB     | 2002                   | Governador reeleito em sufrágio universal                                                        |                                                                                             | |
| 76  | Alcides Rodrigues  |                       |                         | Partido Progressista PP                          | 2002                   | 31 de março de 2006                                                                              | 1º de janeiro de 2007                                                                       | Vice-governador eleito, assumiu o cargo de Governador                                                                                                |
| —   | Alcides Rodrigues  | 1º de janeiro de 2007 | 1º de janeiro de 2011   | Partido Progressista PP                          | 2006                   | Governador reeleito em sufrágio universal                                                        |                                                                                             | |
| 77  | Marconi Perillo    |                       |                         | Partido da Social Democracia Brasileira PSDB     | 1º de janeiro de 2011  | 1º de janeiro de 2015                                                                            | 2010                                                                                        | Governador eleito em sufrágio universal |
| 77  | Marconi Perillo    | 1º de janeiro de 2015 | 7 de abril de 2018      | Partido da Social Democracia Brasileira PSDB     | 2014                   | Governador reeleito em sufrágio universal                                                        |                                                                                             | |
| 78  | José Eliton Júnior |                       | 7 de abril de 2018      | Partido da Social Democracia Brasileira PSDB     | 2014                   | 1º de janeiro de 2019                                                                            | Vice-governador eleito, assumiu o cargo de Governador                                       | |
| 79  | Ronaldo Caiado     |                       |                         | Democratas DEM                                   | 1º de janeiro de 2019  | 1° de janeiro de 2023                                                                            | 2018                                                                                        | Governador eleito em sufrágio universal |
| 79  | Ronaldo Caiado     |                       | União Brasil UNIÃO      | 1° de janeiro de 2023                            | Em exercício           | 2022                                                                                             | Governador reeleito em sufrágio universal                                                   | |

## Ex-governadores vivos
Na atualidade, há sete ex-governadores de Goiás vivos. Em 2021, 4 ex-governadores faleceram, eram: Maguito Vilela, Helenês Cândido, Ary Valadão e por último, Iris Rezende.

Leonino Caiado, 14 de outubro de 1933 (91 anos) governador entre 1971 e 1975
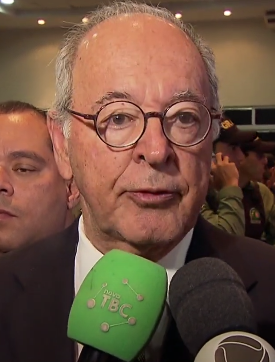
Irapuan Costa Júnior, 23 de dezembro de 1937 (87 anos) governador entre 1975 e 1979
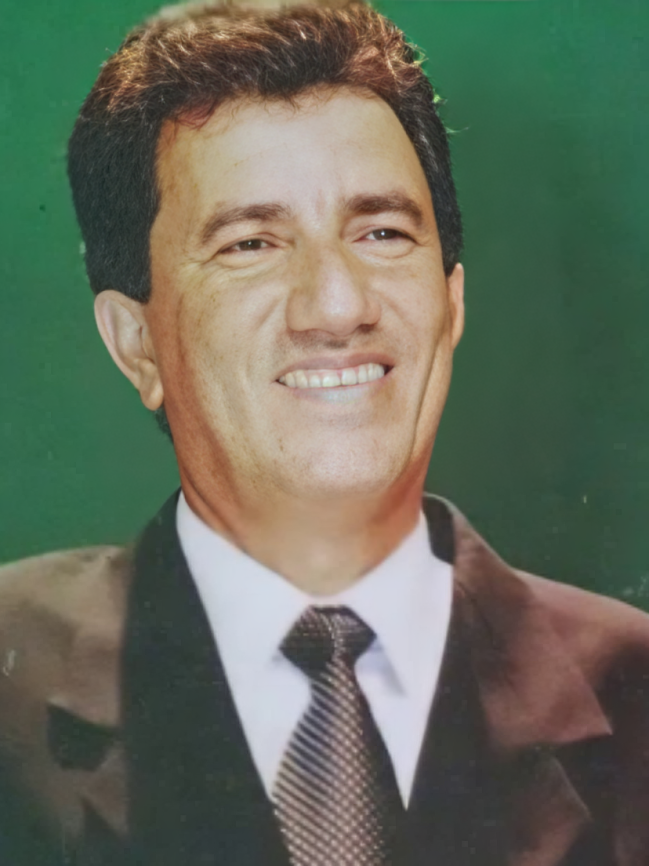
Naphtali Alves de Souza, 3 de novembro de 1940 (84 anos) governador entre abril e novembro de 1998
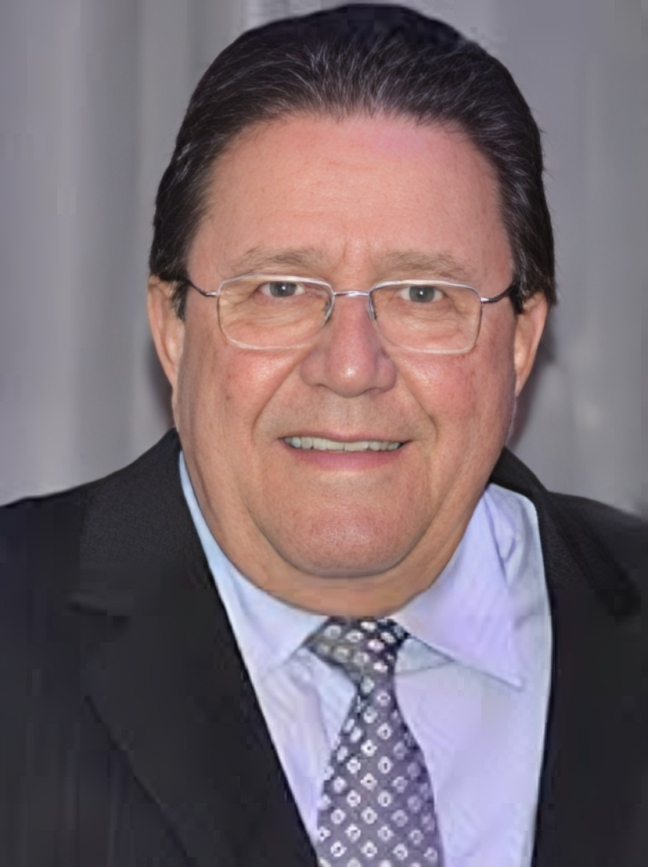
Agenor Rodrigues de Rezende, 23 de outubro de 1944 (80 anos) governador entre 1994 e 1995
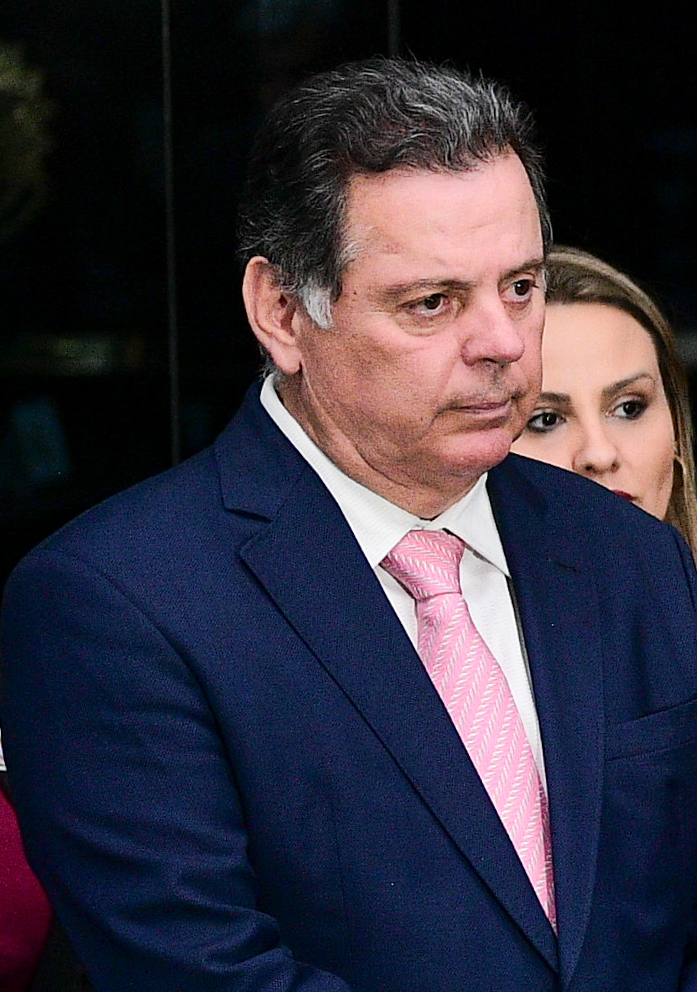
Marconi Perillo, 7 de março de 1963 (62 anos) governador entre 1999 e 2006 e entre 2011 e 2018
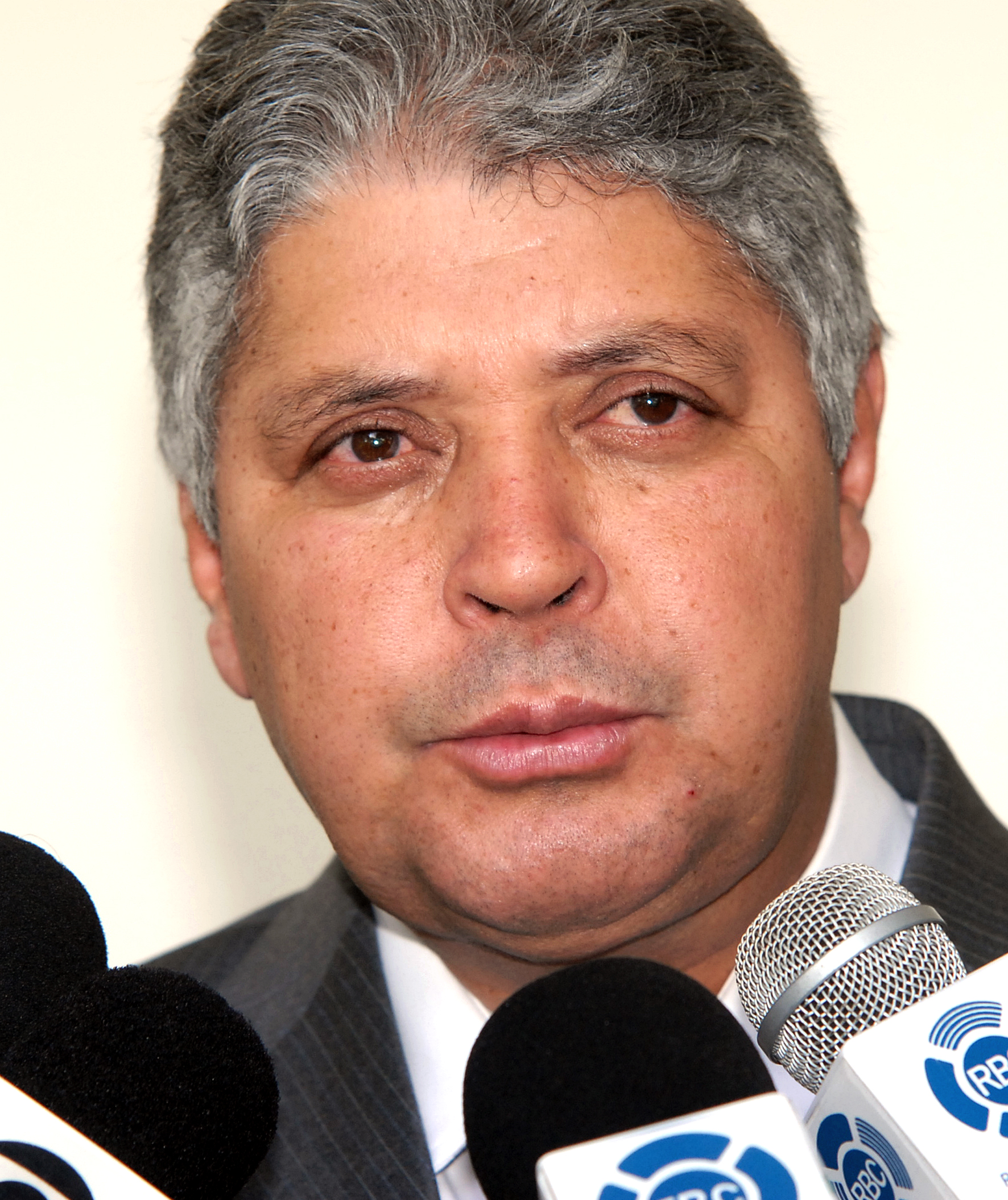
Alcides Rodrigues, 8 de outubro de 1950 (74 anos) governador entre 2006 e 2011
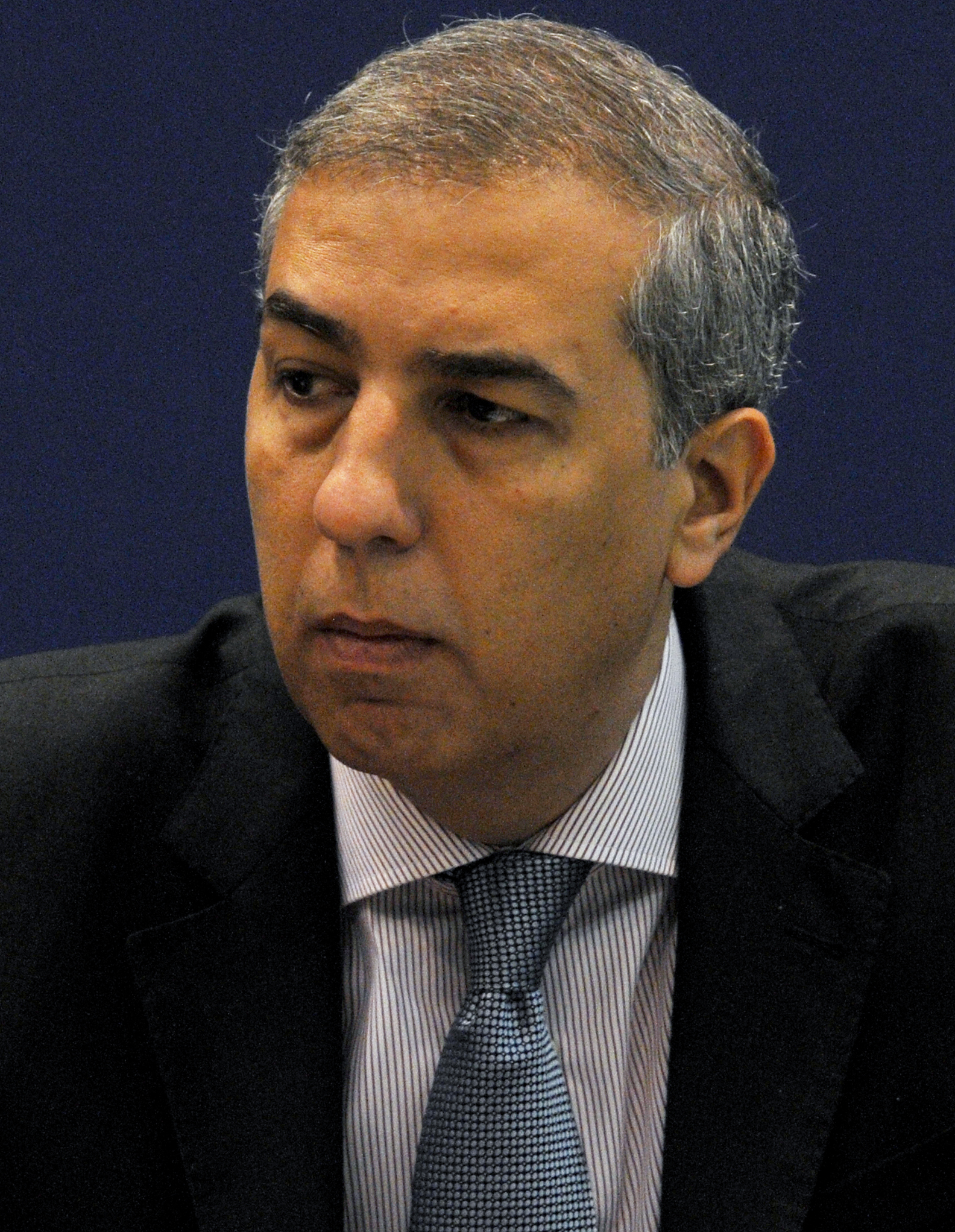
José Eliton, 27 de agosto de 1972 (52 anos) governador entre 2018 e 2019

## Mandatos por partido
Consta abaixo a tabela da quantidade de mandatos governamentais por partido. Considerasse os três mandatos interinos e as duas juntas governativas. Militares sem partido serão considerados sob uma tabela diferente, bem como as juntas e os presidentes do Judiciário, excluem-se os mandatários que não tomaram posse. Os mandatos de Ronaldo Caiado, Marconi Perillo e Alcides serão classificados como apenas um, considerando as reeleições. Mudanças partidárias serão tratados como meio (0.5) mandato. A ARENA, UDN e o PDS, dividiram 6 mandatos dado suas dissoluções. O União Brasil e o Democratas dividem o mandato de Ronaldo Caiado, pois o DEM se fundiu ao PSL e formou o UNIÃO.
| Rank | Partido | Partido                                 | Quantitativo |
| ---- | ------- | --------------------------------------- | ------------ |
| 1    |         | Partido Conservador                     | 45 / 144     |
| 2    |         | Partido Democrata                       | 21 / 144     |
| 3    |         | Partido Liberal                         | 18 / 144     |
| 4    |         | Partido Republicano de Goiás            | 14 / 144     |
| 5    |         | Sem partido                             | 11 / 144     |
| 6    |         | Partido Social Democrático              | 8 / 144      |
| 6    |         | Movimento Democrático Brasileiro        | 8 / 144      |
| 7    |         | Partido Social Republicano              | 7 / 144      |
| 8    |         | Militar                                 | 6 / 144      |
| 9    |         | Presidentes do TJGO                     | 4 / 144      |
| 10   |         | Partido da Social Democracia Brasileira | 3 / 144      |
| 10   |         | Aliança Renovadora Nacional             | 3 / 144      |
| 11   |         | União Democrática Nacional              | 2,5 / 144    |
| 12   |         | Juntas governativas                     | 2 / 144      |
| 12   |         | Aliança Liberal                         | 2 / 144      |
| 13   |         | Progressistas                           | 1 / 144      |
| 13   |         | Partido Social Progressista             | 1 / 144      |
| 14   |         | União Brasil                            | 0,5 / 144    |
| 14   |         | Democratas                              | 0,5 / 144    |
| 14   |         | Partido Democrático Social              | 0,5 / 144    |